# Saneamento em Portugal
O setor de saneamento em Portugal têm registado avanços importantes no acesso aos serviços, tecnologias utilizadas e qualidade dos serviços nas últimas décadas (1980-1990), parcialmente alcançados graças a importantes fundos da União Europeia. No entanto, o saneamento ainda permanece relativamente baixo nas áreas rurais de montanha e algumas pessoas têm suas próprias fontes de água controladas pelos municípios.
Durante a década de 1990, Portugal criou um quadro institucional moderno para o setor, que incluiu a Entidade Reguladora dos Serviços de Águas e Resíduos (ERSAR) e empresas multimunicipais de água e saneamento.

## Acesso
Em 2019, Portugal tinha 96% dos alojamentos com acesso a água potável, 85% estavam com ligação de esgotos e 84% tinha um tratamento adequado, todos habitantes tiveram acesso aos serviços de recolha e tratamento dos resíduos sólidos urbanos.

## Qualidade do serviço

### Água potável
A qualidade da água potável ainda não é considerada boa, especialmente em sistemas menores. Portugal não cumpre uma série de parâmetros da água potável (ferro, manganês, coliformes totais, coliformes fecais, estreptococos fecais e clostridium) estabelecidos na diretiva da UE relativa à água potável. Por exemplo, quase 50% das zonas de abastecimento de água não cumprem no que diz respeito aos coliformes totais, enquanto 20% das zonas não cumprem o parâmetro coliformes fecais.

### Águas residuais
Portugal ainda não cumpre integralmente os regulamentos da UE sobre as descargas de águas residuais. Mesmo onde existem estações de tratamento de águas residuais (ETAR), elas nem sempre funcionam adequadamente. Às vezes, o esgoto transborda durante chuvas fortes.
Por exemplo, em Lisboa, a ETAR de Alcântara não funcionou em 2007; depois remodelado em 2011. Em Matosinhos, na região do Porto, apenas existe tratamento primário (básico). Na Costa de Aveiro, 60% da carga poluente gerada não é recolhida e 65% não é tratada. Na Póvoa de Varzim/Vila do Conde, 60% da carga não é recolhida e o nível de tratamento no local é desconhecido. Em algumas praias, o banho é restringido por causa da poluição.